# Stultorum infinitus est numerus
 Stultorum  infinitus est numerus лат. (изговор:султорум инфинитус ест нумерус). Бесконачан је број будала. (Књига проповједника , 1:15) 

## Поријекло изреке
Изрека забиљежена у   Књизи  проповједника, која  поред  Књиге о Јову,  Прича Соломунових и Пјесме над пјесмама, спада у мудросну, старозавјетну,  хебрејску књижевност. У хебрејској Библији (хеб. TANAH)  ставља је у Списе.

## Значење
Број будала је немјерљиво већи него што се чини,  бесконачан. 